# Saint-Germain, Aube
För andra betydelser, se Saint-Germain.
Saint-Germain är en kommun i departementet Aube i regionen Grand Est (tidigare regionen Champagne-Ardenne) i nordöstra Frankrike. Kommunen ligger  i kantonen Troyes 6e Canton som ligger i arrondissementet Troyes. År 2022 hade Saint-Germain 2 402 invånare.

## Befolkningsutveckling
Antalet invånare i kommunen Saint-Germain
Referens: INSEE